# Ponte rolante de Saint-Malo a Saint-Servan
A ponte rolante de Saint-Malo a Saint-Servan era uma ponte móvel que conectava a rampa da Bourse em Saint-Malo ao Naye em Saint-Servan. Sua localização foi preenchida para criar a eclusa que permitiria que o porto de Saint-Malo permanecesse à tona.

## Cronologia

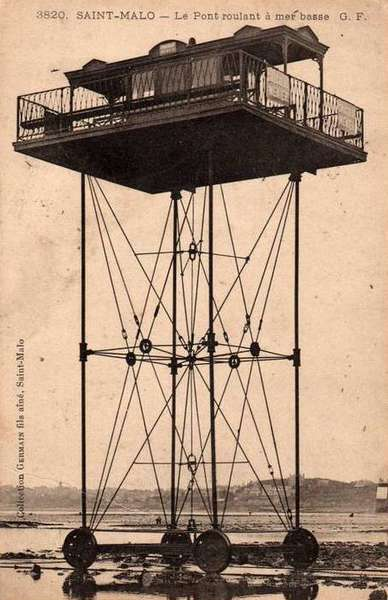
A ponte rolante na maré baixa

- 10 de fevereiro de 1873: decreto do Presidente da República autorizando a construção da ponte móvel ao arquiteto Alexandre Leroyer e sua operação por 60 anos a partir de 10 de fevereiro de 1874
- 26 de outubro de 1873: primeiro uso comercial
- 7 de novembro de 1873: bênção da ponte rolante pelo padre de Saint-Servan
- 20 de fevereiro de 1923: retirada da exploração

## Descrição
A ponte foi construída sobre trilhos Vignole de 38 kg/m, com bitola de 4,60 m. A carroça era sustentada por rodas de 1 m de diâmetro, na frente das quais era colocado um sistema de empurrar pedras.
A plataforma de 7 m x 6 m, cerca de 11 m de altura acima dos trilhos, cercada por um guarda-corpo em forma de cruz com bancos longos, tinha uma seção coberta onde os passageiros se abrigavam em caso de mau tempo.
A unidade de 14 toneladas era puxada por correntes. Uma máquina a vapor de 10 cavalos de potência estava localizada em um depósito de madeira na doca de Naye, no lado de Saint-Servan. O condutor da plataforma sinalizava a partida tocando uma buzina para o maquinista estacionado na loja. A parada era sinalizada por um segundo toque de buzina.

## Utilização

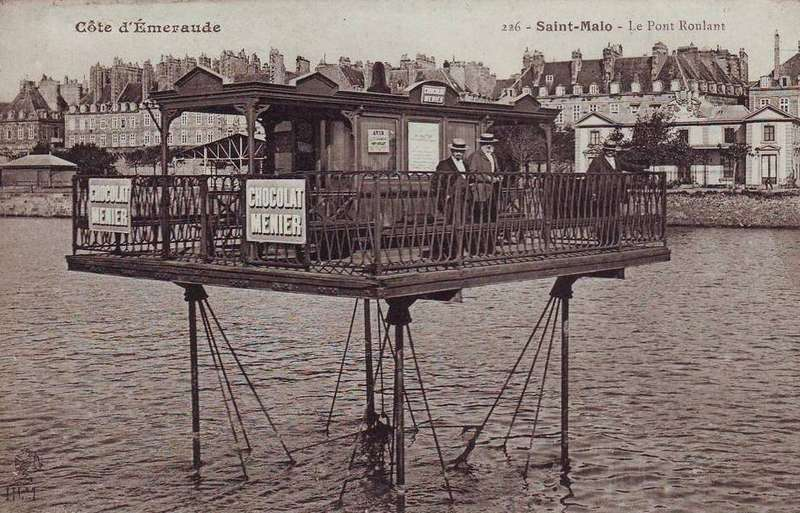
A ponte rolante na maré alta

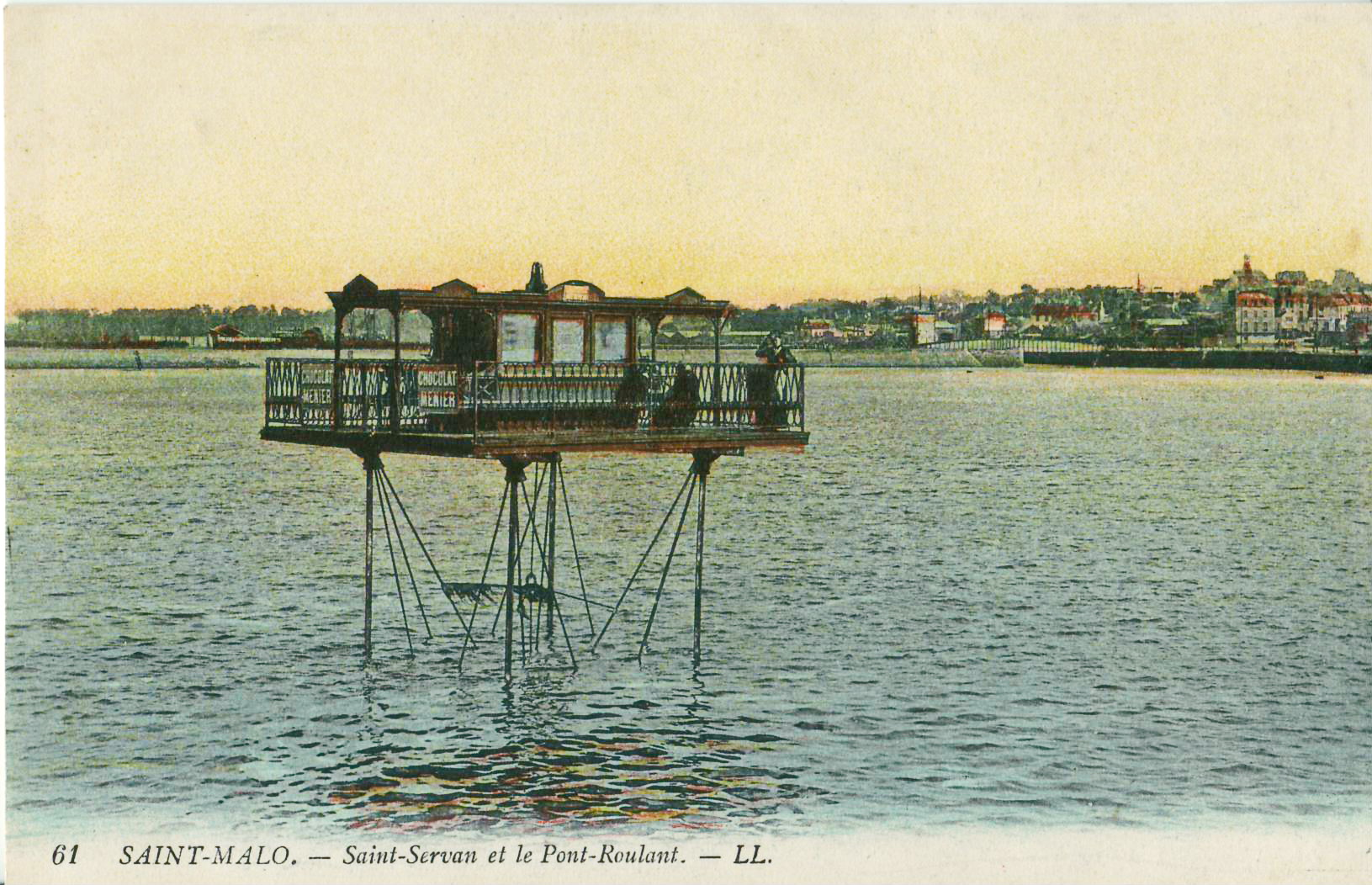
Outra vista da ponte rolante na maré alta

Em 1874, a ponte rolante fazia uma média de 11 rotações por dia. Cada travessia durava dois minutos e o número de passageiros era limitado a 50. A ponte funcionava no verão das 6h às 19h e no inverno das 7h às 17h.
Quando a obra foi inaugurada, foi estabelecida uma tarifa dupla: um centavo para a galeria externa e dois centavos para o camarote. O decreto autorizou a livre circulação de militares.
O tráfego tinha que levar em conta a navegação portuária comercial, que tinha prioridade sobre o transporte de passageiros.

## Incidentes
A tempestade de 2, 3 e 4 de fevereiro de 1889 fez com que o navio Le Vauquelin encalhasse, danificando os trilhos e causando o descarrilamento da ponte rolante.
A máquina sofreu um incêndio em 1º de agosto de 1909. A restauração foi usada para eletrificar o maquinário.
Em 8 de novembro de 1922, o navio norueguês Brawn rompeu suas amarras e atingiu violentamente a ponte rolante, causando danos significativos que levaram ao fechamento permanente da estrutura.

## Outros trabalhos semelhantes
Outra ponte rolante de um tipo muito semelhante, a Brighton and Rottingdean Seashore Electric Railway, apelidada de "Daddy Long Legs" (em português:  "Papai Pernas Longas"), foi instalada ao longo da praia inglesa de Brighton, em uma extensão de 4,5 km. A viagem durava 35 minutos. Ele atuou de 1896 a 1901.